# Jemawan
Jemawan is een bestuurslaag in het regentschap Klaten van de provincie Midden-Java, Indonesië. Jemawan telt 2976 inwoners (volkstelling 2010).